# 이바니우송
프란시스쿠 이바니우송 지리마 바르보자 (Francisco Evanilson de Lima Barbosa, 1999년 10월 6일 ~ )는 브라질의 축구 선수이며, 본머스에서 스트라이커로 뛰고 있다.